# 阎胜科
阎胜科（1945年—），河北冀州人，汉族，中华人民共和国政治人物、第十一届全国人民代表大会河北地区代表。
毕业于北京钢铁学院冶金系金属压力加工专业。加入中共，担任石家庄钢铁有限责任公司董事长。2008年起担任全国人大代表。